# Гріненко Данило Миколайович
Данило Миколайович Гріненко (нар. 9 січня 2001) — український футболіст, захисник «Миколаєва», який також виступає за «Миколаїв-2».

## Життєпис
Футболом розпочав займатися в ПАО (ЄМЗ) (Єнакієве), який виступав у юнацьких змаганнях Донецької області. З 2014 по 2018 рік грав у ДЮФЛУ за МФК «Миколаїв».
Футбольну кар'єру розпочав 2019 року в «Миколаєві-2», двічі потрапляв до заявки команди на поєдинки Другої ліги, але в обох випадках залишився на лаві запасних. У дорослому футболі дебютував 30 жовтня 2020 року в переможному (1:0) виїзному поєдинку 9-го туру групи «Б» Другої ліги проти ФК «Нікополя». Данило вийшов на поле в стартовому складі та відіграв увесь матч.